# Нетаньяху, Йонатан

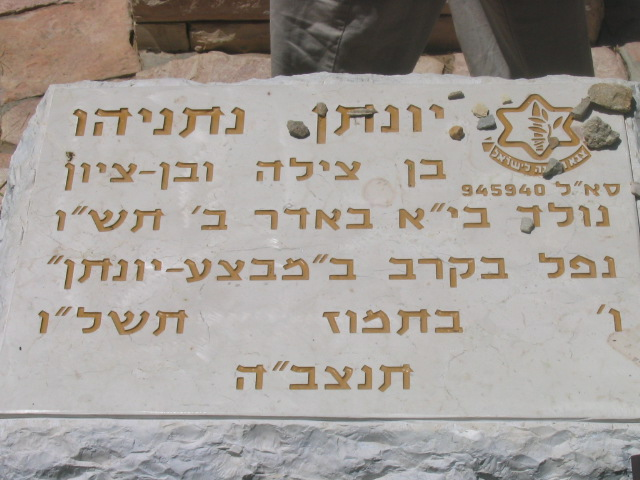
Могила Йонатана Нетаньяху

Йонатан Нетанья́ху (ивр. יונתן נתניהו‎) (13 марта 1946 — 4 июля 1976) — израильский военный деятель, подполковник спецназа. Старший брат Биньямина Нетаньяху и Идо Нетаньяху. Известен как руководитель операции по освобождению заложников в аэропорту Энтеббе, во время которой погиб.

## Семья
Йонатан Нетаньяху был старшим сыном историка Бенциона Нетаньяху. Своё имя Йонатан получил в честь командира «Еврейского легиона» Джона Генри Паттерсона.

## Карьера
Йонатан Нетаньяху поступил на службу в армию обороны Израиля в 1964 году. Изначально служил в бригаде парашютистов, после получения звания возглавил одно из подразделений десантников.
31 января 1967 года уволился в запас по окончании военной службы. Планируя осенью поездку на учёбу в Гарвардский университет, он временно устроился на работу грузчиком. Перед началом Шестидневной войны вновь призван в армию.
В ходе Шестидневной войны батальон Нетаньяху принимал участие в битве при Ум Катеф на Синайском полуострове. Затем его подразделение было переброшено на Голанские высоты. За 4 часа до окончания военных действий, помогая раненому солдату, получил ранение в локоть.
После войны Нетаньяху уволился из армии, женился и отправился в США учиться в Гарвардском университете, но после начала новой войны вернулся обратно и продолжил обучение в Еврейском университете в Иерусалиме. В армию Нетаньяху вернулся спустя полгода.
В начале 1970-х Йонатан Нетаньяху поступил на службу в спецподразделение армии обороны Израиля Сайерет Маткаль. Летом 1972 года он был назначен заместителем командующего Сайерет Маткаль. В этом же году он руководил операцией по захвату нескольких высших сирийских офицеров с целью их обмена на пленных израильских лётчиков. В 1973 году принимал участие в рейде израильских спецподразделений в Ливан, в ходе которого были убиты предполагаемые члены Чёрного сентября.
Во время войны Судного дня Нетаньяху командовал силами Сайерет Маткаль на Голанских высотах, в ходе этого сражения израильтянами было уничтожено около 40 сирийских офицеров, пытавшихся прорваться в составе группы диверсантов вглубь израильской обороны. После этой войны Йонатан Нетаньяху был награждён медалью «За отличие».
В июле 1976 года был назначен руководителем отряда Сайерет Маткаль для освобождения израильских заложников — пассажиров захваченного 26 июня 1976 года террористами из организаций НФОП и Революционные ячейки самолёта компании «Эр Франс», севшего по их приказу в аэропорту Энтеббе близ столицы Уганды Кампалы. В ходе операции Йонатан Нетаньяху был смертельно ранен угандийским снайпером (семья Нетаньяху считает, что он погиб от руки немецкого террориста). Впоследствии операция «Энтеббе» была переименована в честь подполковника Нетаньяху в «Йонатан».
Йонатан Нетаньяху был похоронен 6 июля 1976 года с большими почестями на военном кладбище на горе Герцль. На похоронах присутствовали высшие должностные лица Израиля. В ходе похорон, в то время министр обороны Шимон Перес заявил — «пуля остановила сердце одного из самых прекрасных сыновей Израиля, одного из самых храбрых воинов, одного из самых многообещающих командующих».